# Special Olympics World Summer Games 1995
Die 9. Special Olympics World Summer Games fanden vom 1. bis 9. Juli 1995 in New Haven, Connecticut, USA statt. Sie waren das größte Sportereignis des Jahres weltweit.

## Austragungsorte und Sportarten

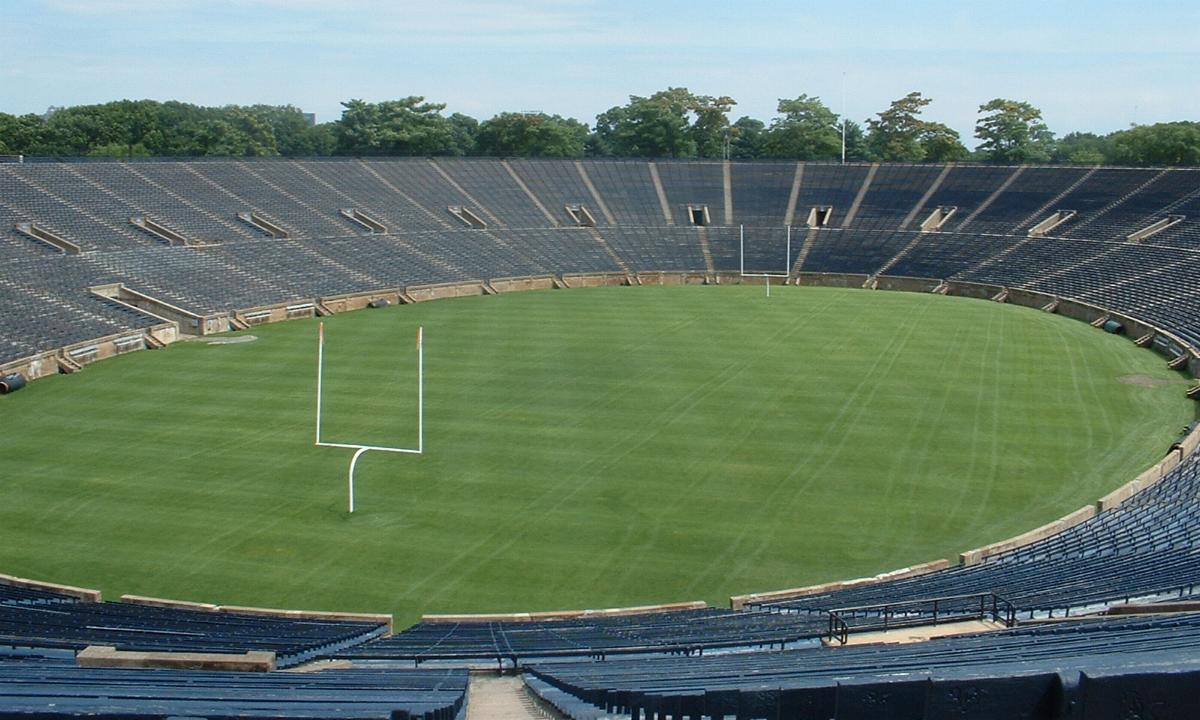
Der Yale Bowl, Veranstaltungsort der Eröffnungsfeier der Spiele

1993 erhielt New Haven den Zuschlag für die Austragung der Spiele und setzte sich damit gegen die Mitbewerber Miami, Boston und New Orleans durch.
Die 9. Special Olympics World Summer Games fanden vom 1. bis 9. Juli 1995 statt. Sie waren das größte Sportereignis des Jahres weltweit.
15 Sportarten (nach anderen Quellen 19 beziehungsweise 21) wurden angeboten:
- Leichtathletik
- Badminton
- Basketball
- Radsport
- Reiten
- Fußball
- Golf, erstmals im Programm von Special-Olympics-Weltspielen[5]
- Turnen
- Rhythmische Gymnastik
- Softball
- Roller Skating
- Schwimmen
- Segeln
- Tischtennis
- Volleyball

## Teilnehmer
Über 7.000 Athleten aus 143 Ländern (nach einer anderen Quelle: 140 Ländern) nahmen an den Spielen teil.

## Programm

### Eröffnungsfeier

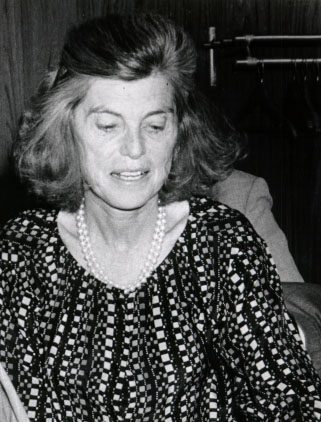
Eunice Kennedy-Schreiber, Gründerin von Special Olympics

Präsident Bill Clinton eröffnete die Spiele. Zahlreiche Mitglieder der Kennedy-Familie waren anwesend: Sargent Shriver, Timothy Shriver und seine Brüder, Senator Edward Kennedy, Ethel Kennedy, William Kennedy Smith und John F. Kennedy, Jr. Auch Eunice Kennedy-Shriver, die Gründerin von Special Olympics, nahm an den Spielen teil. Hillary Rodham Clinton, Susan Saint James, Lowell P. Weicker, Fußballstar Pelé, Kathy Ireland, Model und Schauspielerin, die Olympioniken Dan Jansen und Bart Conner nahmen an der Feier teil. Auch Model Elle Macpherson, eine langjährige Unterstützerin von Special Olympics, war gekommen.
Gemeinsam entzündeten die geistig beeinträchtigte Seglerin Kathy Lewidge aus Connecticut und ihr nicht beeinträchtigter Partner aus dem Unified-Segelteam Mark Chanski das olympische Feuer. Fast 70.000 Zuschauer waren ins Stadion Yale Bowl in New Haven gekommen.
Bei den Special Olympics World Summer Games 1995 wurden einige Programmbestandteile, die später in den Standard der Special Olympics übergingen, zum ersten Mal veranstaltet. Dazu gehörten:

### Healthy Athletes Screenings
Hier beraten Ärzte die Athleten in Gesundheitsfragen und führen Untersuchungen durch. Bereiche sind zum Beispiel Sehkraft, Zahngesundheit oder Physiotherapie. Screenings hatten in der Vergangenheit einen deutlichen positiven Einfluss auf die Gesundheit von Sportlern, da bislang unbehandelte Krankheiten festgestellt wurden und dann behandelt werden konnten.

### Ebene der Wissenschaft

#### Wissenschaftliches Symposium
Auf dem Symposium wurden neue Studien vorgestellt und Themen im Umfeld der Special Olympics aus wissenschaftlicher Perspektive behandelt.

#### Wissenschaftliche Untersuchung
Im Rahmen der Spiele wurde ein Screening durchgeführt, bei dem verschiedene Komponenten der Sehkraft bei 905 Athleten zwischen 8 und 58 Jahren untersucht wurden. Mehr als 65 % der Teilnehmer hatten seit mehr als drei Jahren keine augenärztlichen Untersuchungen durchführen lassen. Am häufigsten wurde Sehschwäche festgestellt, aber es fanden sich unter anderem auch Strabismus, Ametropie, Stereopsis und Defizite beim Sehen von Farben. Es zeigte sich, dass die Personengruppe mit einer hohen Wahrscheinlichkeit unentdeckte Defizite im Bereich des Sehens aufweist. Daraus wurde die Forderung abgeleitet, diesen und anderen Menschen mit geistiger Beeinträchtigung einen besseren Zugang zu Diagnose und Therapie in diesem Bereich zu verschaffen.

### Host Town Program
Die Delegationen wurden vor Beginn der Spiele von Kommunen empfangen, die den Athleten Gelegenheit gaben, das Land kennenzulernen. Auch Trainingseinheiten stehen auf dem Plan. Dieser Programmteil soll auch dazu dienen, die Thematik von Menschen mit geistiger Beeinträchtigung der Öffentlichkeit nahezubringen und Barrieren abzubauen.

## Budget
Das Budget belief sich auf 28 Millionen US-Dollar.

## Maskottchen und Motto
Das Motto lautete Sport. Spirit. Splendor.